# Slaget vid Oriskany
Slaget vid Oriskany var en träffning som utkämpades den 6 augusti 1777 mellan å ena sidan en brittisk truppstyrka huvudsakligen bestående av lojalister och lojalistiska irokeser och å andra sidan en amerikansk styrka bestående av den patriotiska milisen och patriotiska irokeser. Genom de stora förlusterna i förhållande till de stridande räknas det som en av de blodigaste drabbningarna under det amerikanska frihetskriget. Sedan Irokesförbundets medlemmar valt olika sidor i frihetskriget blev slaget den första striden i det irokesiska inbördeskriget.

## Bakgrund

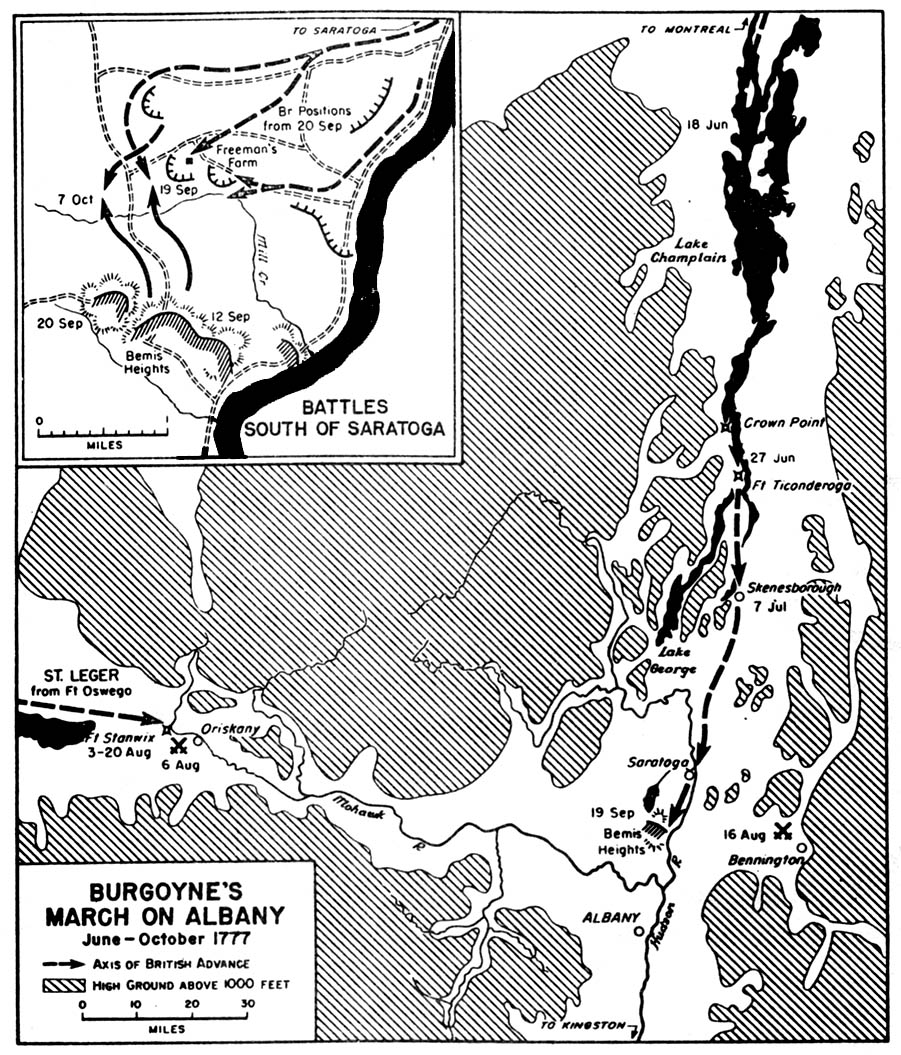
Karta som visar belägringen av Fort Stanwix och slaget vid Oriskany i sitt strategiska sammanhang.

Under sommaren 1777 avancerade en brittisk armé under general John Burgoyne nedför sjöleden Champlainsjön-Lake George och vidare söderut. Syftet var att ta kontroll över en korridor i östra New York och därmed separera New England, den amerikanska revolutionens kärna, från de övriga Tretton kolonierna. 
Som ett led i denna större operation genomfördes också en mindre kår under brigadgeneral Barry St. Leger ett anfall mot Mohawk Valley. Det var en diversion för att förvirra fienden och om möjligt locka bort försvarare från det brittiska huvudoperationsområdet. St. Legers expedition nådde Fort Stanwix den 2 augusti 1777 och inledde omedelbart en belägring. Fortet var beläget på ett strategiskt ed vilket förband Mohawkfloden med de norrut rinnande vatten- och sjösystem vilka ledde till Ontariosjön. Den brittiska armén hade lämnat fortet 1764, men det återbesattes av kontinentalarmén i april 1777.

## Militära förberedelser

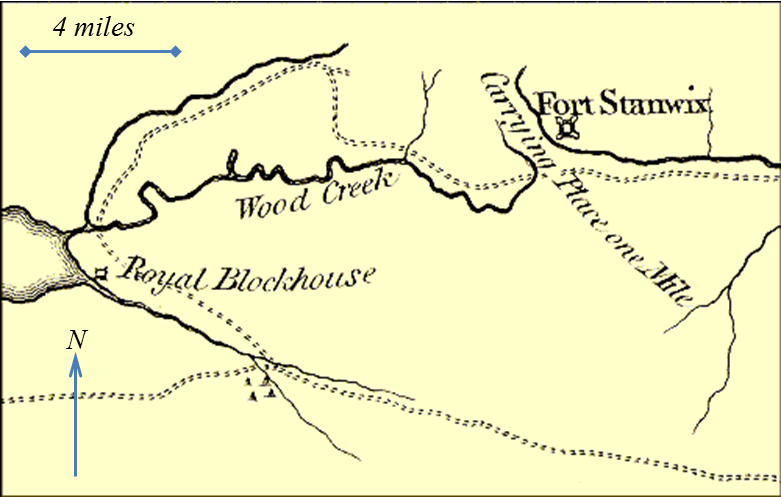
Karta som visar Fort Stanwix med det ed (Carrying Place), som gav platsen dess strategiska betydelse.

Delar av den patriotiska milisen i Tryon County mobiliserades och en undsättningsexpedition avmarscherade mot Fort Stanwix. Sir William Johnsons änka, Mary Brant, hade fått information om expeditionen och hon vidarebefordrade den till sin bror Joseph Brant, en mohawkisk militär ledare, som tillhörde den brittiska kåren. Informationen nådde fram den 5 augusti, en spaningspatrull sändes ut och bekräftade uppgiften, och dagen därpå noterade britterna att tre patriotiska rapportkarlar, mot alla odds, lyckades nästla sig förbi belägrarna och komma in i fortet. Eftersom man var rädd för att fångas mellan ett utfall från fortet och undsättningsexpeditionen, skickade britterna sina irokesiska allierade och de trupper man kunde undvara mot den för att genomföra ett eldöverfall. När den patriotiska milisen närmade sig fortet, ville dess befälhavare, general Nicholas Herkimer, vänta på en signal från fortet som tillkännagav att rapportkarlarna nått fram. Men hans underbefälhavare anklagade honom för feghet och påminde honom att han hade en lojalistisk bror, Johan Jost Herkimer, som flytt till Kanada. 

## Slaget

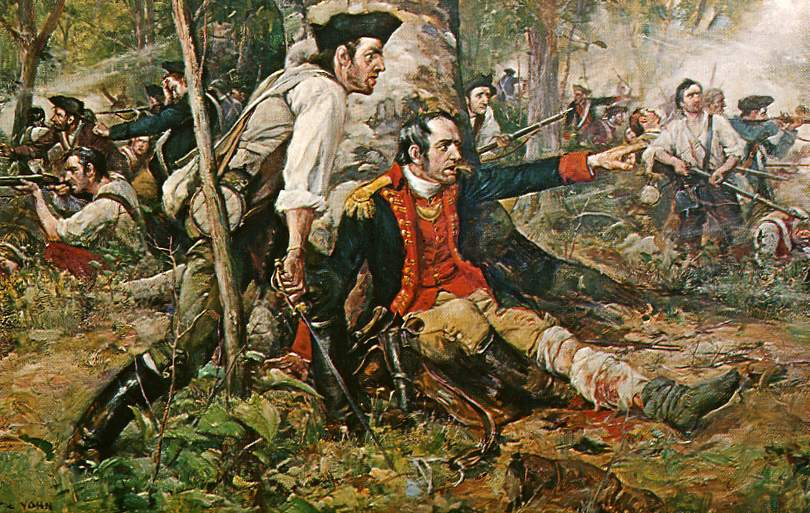
Den sårade Nicholas Herkimer leder den patriotiska milisens försvar.

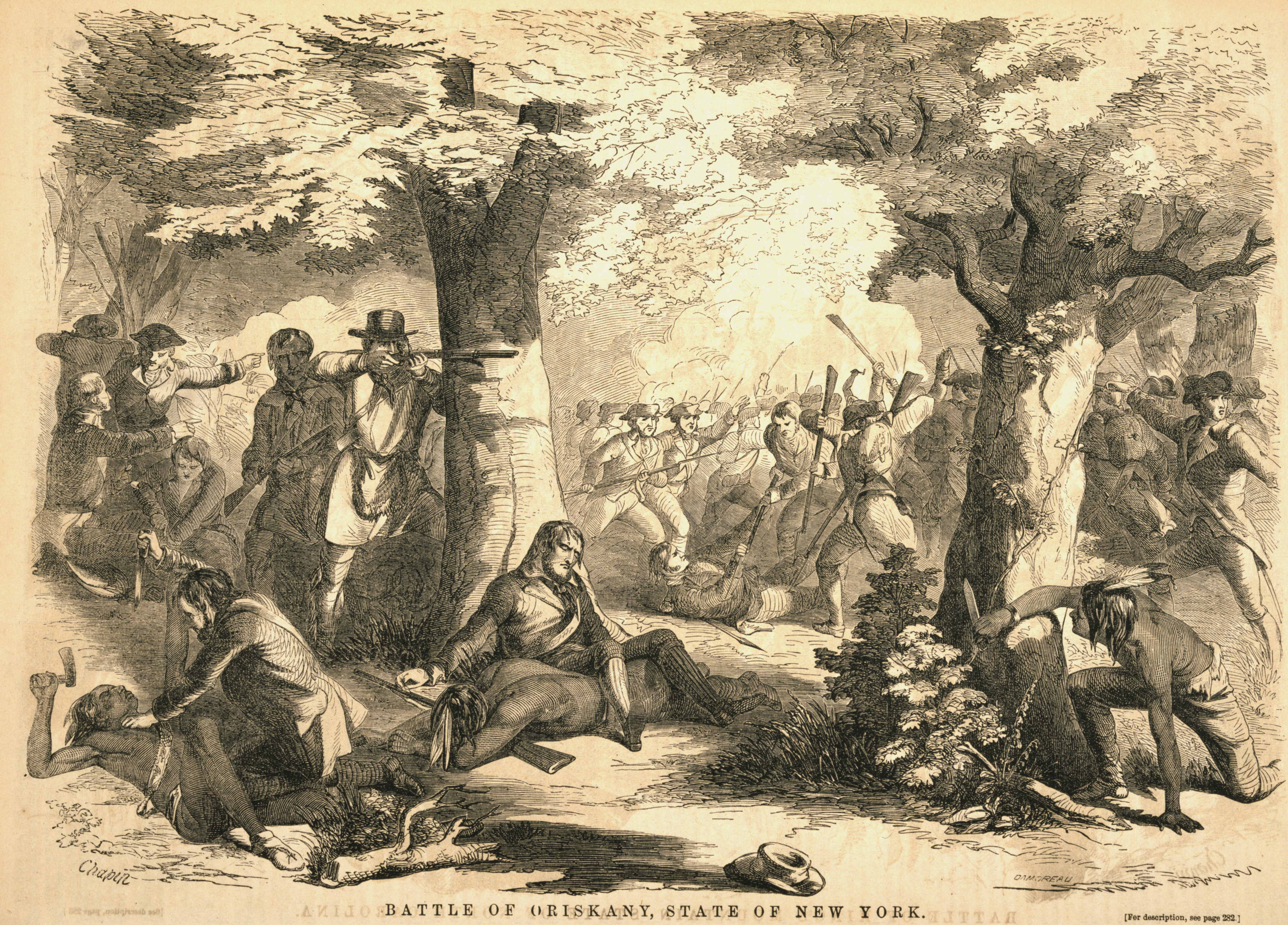
Slaget vid Oriskany. Romantiserad framställning från 1857.

Den smala väg som den amerikanska undsättningsexpeditionen följde slingrade sig fram mellan höjder och ner i dalgångar. Eхpeditionen rörde sig långsamt framåt i en över en kilometer lång kolonn, med en tross av oхkärror i kön endast följd av eftertruppen. Sir John Johnson tilldelades ansvaret för det brittiska eldöverfallet, som planerades ske när milisens kolonn befann sig mellan två bäckraviner. Där kolonnens tät skulle gå ned i den främsta bäckravinen utplacerades det lätta kompaniet från King's Royal Regiment of New York och ett svagt kompani från Jäger-Corps von Creuzbourg. Längs vägens ena sida grupperades Butler’s Rangers och krigare från seneca, cayuga, mohawk med flera indiannationer; den andra sidan var otillgänglig på grund av raviner. Vid den bakre ravinen gömde sig Brants frikår.
Med den patriotiska milisen fanns en styrka oneidakrigare, men då patrioterna inte riktigt litade på dem marscherade de i kolonnens mitt tillsammans med staben och användes inte som spanare. Förtrupp och sidopatruller kom från milisen. Innan kolonnens tät riktigt nått platsen där eldöverfallet var tänkt att utlösas upptäckte förtruppen de vid sidan av vägen grupperade indiankrigarna och allmän eldgivning bröt genast ut. Trossen höll på att passera en kavelbro vid den bakre ravinen, när eldöverfallet utlöstes. Skarpskyttar hade valt ut de beridna officerarna som mål, och trots att den brittiska styrkan tvingades öppna eld tidigare än planerat sköts Herkimer och flera av hans underbefälhavare ned. Kolonnens eftertrupp vände och flydde, men de övriga patrioterna stod envist fast och kämpade på vägen.
En plötslig, häftig regnskur gjorde att striderna stod still i en timme eftersom fängkrutet inte kunde hållas torrt på någon sida. Den abrupta pausen gav patrioterna tillfälle att omgruppera sig i en stark försvarsställning på ett stormfälle där de nedblåsta träden gav skydd och försvårade fiendens framryckning. Den sårade Herkimer ledde patrioternas försvarsstrid sittande mot ett träd. Våldsamma närstrider ägde rum. Livkompaniet från King's Royal Regiment of New York skickades fram som brittisk förstärkning. På John Butlers inrådan vände de rockarna ut och in, så att det vita fodret skulle se ut som de jaktskjortor som kontinentalarmén använde. Till att börja med lyckades krigslisten och de patriotiska försvararna släppte dem inpå livet, men det dröjde inte länge innan de upptäckte att det inte var några vänner som anlände. Efter sex timmar självdog striderna och den patriotiska kolonnen kunde dra sig tillbaka. Den avbröt sina försök att undsätta fortet och retirerade i all hast tillbaka till sin samlingsplats, där de sårade togs om hand.

## Efterspelet
Striderna under slaget hade varit särskilt grymma då grannar slogs mot grannar eller tidigare grannar. I de lojalistiska trupperna ingick många som hade flytt från Mohawk Valley. Det gällde även för irokeserna, där mohawker och seneca kämpade mot oneida. Seneca led de kraftigaste förlusterna bland irokeserna; fem militära ledare och många andra stupade. Ett utfall från fortet hade också förstört de lojalistiska irokesernas kläder, trosspackning och vapen. De patriotiska soldater som togs tillfånga klubbades till döds när de tvingades springa gatlopp mellan irokeserna. Några fler undsättningsförsök från den patriotiska milisens sida ägde inte rum, men Fort Stanwix vägrade att kapitulera. Efter flera veckors belägring ankom en överlägsen styrka från kontinentalarmén under befäl av Benedict Arnold och den brittiska diversionskåren tvingades häva inneslutningen och dra sig tillbaka norrut.